# Tresteg för damer i friidrott vid olympiska sommarspelen 2008
Damerna tresteg vid olympiska sommarspelen 2008 ägde rum 15 och 17 augusti i Pekings Nationalstadion. 

## Medaljörer
| Event   | Guld                           | Guld         | Silver                  | Silver  | Brons                 | Brons        |
| Tresteg | Françoise Mbango Etone Kamerun | 15,39 m 0OR0 | Olga Rypakova Kazakstan | 15,11 m | Yargelis Savigne Kuba | 15,05 m 0AR0 |

## Kvalificering
Längden för att kvalificera sig till OS var 14,20 m (A-kvalgräns) och 14,00 m (B-kvalgräns).

## Rekord
Före tävlingarna gällde dessa rekord:
| Världsrekord     | Inessa Kravets | 15,50 m | Göteborg, Sverige | 10 augusti 1995 |
| Olympiskt rekord | Inessa Kravets | 15,33 m | Atlanta, USA      | 31 augusti 1996 |

## Resultat

### Kval
| Placering | Grupp | Namn                   | Nationalitet | 1            | 2            | 3            | Resultat | Noteringar |
| --------- | ----- | ---------------------- | ------------ | ------------ | ------------ | ------------ | -------- | ---------- |
| 1         | A     | Yargelis Savigne       | Kuba         | 14,37 (+0,3) | 14,99 (-0,3) |              | 14,99    | 0Q0        |
| 2         | B     | Hrysopiyi Devetzi      | Grekland     | 14,92 (+0,1) |              |              | 14,92    | 0DSQ0      |
| 3         | A     | Viktorija Gurova       | Ryssland     | 14,44 (-0,8) | 14,78 (+0,3) |              | 14,78    | 0Q0        |
| 4         | A     | Olga Rypakova          | Kazakstan    | 14,64 (0,0)  |              |              | 14,64    | 0Q0, 0SB0  |
| 5         | B     | Tatjana Lebedeva       | Ryssland     | 14,55 (0,0)  |              |              | 14,55    | 0Q0        |
| 6         | B     | Françoise Mbango Etone | Kamerun      | 14,50 (0,0)  |              |              | 14,50    | 0Q0        |
| 7         | B     | Olha Saladucha         | Ukraina      | 14,46 (-0,3) |              |              | 14,46    | 0Q0        |
| 8         | A     | Anna Pjatych           | Ryssland     | x            | 14,45 (0,0)  |              | 14,45    | 0Q0        |
| 9         | A     | Marija Sestak          | Slovenien    | x            | 14,44 (-0,5) | x            | 14,44    | 0q0        |
| 10        | B     | Xie Limei              | Kina         | 13,38 (0,0)  | 14,27 (0,0)  | 14,01 (0,0)  | 14,27    | 0q0        |
| 11        | B     | Kaire Leibak           | Estland      | 14,19 (0,0)  | 14,07 (0,0)  | x            | 14,19    | 0q0        |
| 12        | B     | Trecia Smith           | Jamaica      | 14,18 (+0,3) | x            | x            | 14,18    | 0q0, 0SB0  |
| 13        | A     | Biljana Topic          | Serbien      | x            | 14,11 (-0,3) | 14,14 (-0,2) | 14,14    |            |
| 14        | A     | Teresa Nzola Meso Ba   | Frankrike    | 14,11 (0,0)  | 14,11 (+0,2) | 13,98 (-0,2) | 14,11    |            |
| 15        | A     | Mabel Gay              | Kuba         | x            | x            | 14,09 (+0,4) | 14,09    |            |
| 16        | A     | Carlota Castrejana     | Spanien      | 14,02 (+0,3) | x            | x            | 14,02    |            |
| 17        | A     | Svitlana Mamieieva     | Ukraina      | 13,73 (-0,3) | 13,89 (-0,6) | 14,01 (+0,2) | 14,01    |            |
| 18        | A     | Magdelin Martinez      | Italien      | x            | 14,00 (-0,1) | 13,77 (+0,2) | 14,00    |            |
| 19        | B     | Adelina Gavrila        | Rumänien     | 13,98 (0,0)  | 13,71 (0,0)  | 13,55 (0,0)  | 13,98    |            |
| 20        | A     | Carolina Klüft         | Sverige      | 13,60 (+0,6) | x            | 13,97 (+0,2) | 13,97    |            |
| 21        | B     | Yarianna Martinez      | Kuba         | 13,76 (0,0)  | 13,96 (0,0)  | 13,83 (0,0)  | 13,96    |            |
| 22        | B     | Baya Rahouli           | Algeriet     | 13,80 (+0,6) | 13,57 (0,0)  | 13,87 (0,0)  | 13,87    |            |
| 23        | B     | Gisele de Oliveira     | Brasilien    | x            | 13,81 (0,0)  | x            | 13,81    |            |
| 24        | B     | Lilija Kuljk           | Ukraina      | 13,53 (-0,5) | 13,66 (0,0)  | 13,39 (0,0)  | 13,66    |            |
| 25        | A     | Gita Dodova            | Bulgarien    | x            | 13,47 (-0,8) | 13,53 (+1,7) | 13,53    |            |
| 26        | A     | Erica McLain           | USA          | x            | 13,52 (-0,6) | -            | 13,52    |            |
| 27        | A     | Jelena Parfjonova      | Kazakstan    | 13,46 (+0,5) | x            | 13,38 (-0,8) | 13,46    |            |
| 28        | B     | Shani Marks            | USA          | 13,20 (0,0)  | 13,44 (0,0)  | x            | 13,44    |            |
| 29        | B     | Anastasija Juravleva   | Uzbekistan   | 13,36 (+0,1) | x            | x            | 13,36    |            |
| 30        | A     | Chinonye Ohadugha      | Nigeria      | 12,92 (-0,6) | 12,86 (-0,7) | 13,29 (+0,1) | 13,29    |            |
| 31        | A     | Ksenija Prjiemka       | Belarus      | 13,08 (-0,3) | 12,79 (0,0)  | x            | 13,08    |            |
| 32        | A     | Irina Litvinenko       | Kazakstan    | x            | 12,92 (0,0)  | 12,91 (0,0)  | 12,92    |            |
| 99        | B     | Yamile Aldama          | Sudan        | x            | x            | x            | NM       |            |
| 99        | A     | Athanasia Perra        | Grekland     | x            | x            | x            | NM       |            |
| 99        | B     | Martina Šestáková      | Tjeckien     | x            | x            | x            | NM       |            |
| 99        | B     | Dana Velďáková         | Slovakien    | x            | x            | x            | NM       |            |

### Final
Finalen hölls den 17 augusti.
| Placering | Namn                   | Nationalitet | 1     | 2     | 3     | 4     | 5     | 6     | Resultat | Noteringar |
| --------- | ---------------------- | ------------ | ----- | ----- | ----- | ----- | ----- | ----- | -------- | ---------- |
| 1         | Françoise Mbango Etone | Kamerun      | 15,19 | 15,39 | x     | 14,82 | x     | 14,88 | 15,39    | 0OR0       |
| DQ        | Tatjana Lebedeva       | Ryssland     | 15,00 | 15,17 | 15,32 | 14,40 | x     | x     | 15,32    |            |
| DQ        | Hrysopiyí Devetzí      | Grekland     | 14,96 | 15,23 | x     | x     | x     | x     | 15,23    |            |
| 2         | Olga Rypakova          | Kazakstan    | x     | 14,83 | 14,93 | 15,03 | 15,11 | x     | 15,11    | 0AR0       |
| 3         | Yargelis Savigne       | Kuba         | x     | 14,87 | 14,77 | 15,05 | x     | 14,91 | 15,05    |            |
| 4         | Marija Šestak          | Slovenien    | 15,03 | 14,65 | x     | 14,46 | 14,47 | 14,75 | 15,03    | 0NR0       |
| 5         | Viktorija Gurova       | Ryssland     | 14,38 | 14,04 | 14,77 | x     | 14,65 | x     | 14,77    |            |
| 6         | Anna Pjatych           | Ryssland     | 14,67 | 14,73 | 14,57 | x     | 14,67 | 14,28 | 14,73    |            |
|           |                        |              |       |       |       |       |       |       |          |            |
| 7         | Olha Saladucha         | Ukraina      | 12,78 | 14,70 | 11,29 |       |       |       | 14,70    |            |
| 8         | Kaire Leibak           | Estland      | 12,19 | 14,13 | x     |       |       |       | 14,13    |            |
| 9         | Trecia Smith           | Jamaica      | 14,12 | 13,75 | x     |       |       |       | 14,12    |            |
| 10        | Limei Xie              | Kina         | 14,09 | 13,94 | 13,67 |       |       |       | 14,09    |            |

 VR - Världsrekord / =SB - Tangerat säsongsbästa / PB - Personbästa / SB - Säsongsbästa